# سكوت هاويس
سكوت هاويس هو لاعب هوكي الجليد كندي، ولد في 3 سبتمبر 1987 في تورونتو في كندا.

## وصلات خارجية
- سكوت هاويس على موقع دوري الهوكي الوطني (الإنجليزية)
- سكوت هاويس على موقع EliteProspects.com (الإنجليزية)
- سكوت هاويس على موقع HockeyDB.com (الإنجليزية)